# 1947 Iso-Heikkilä
1947 Iso-Heikkilä là một tiểu hành tinh vành đai chính với chu kỳ quỹ đạo là 2045.9444096 ngày (5.60 năm).
Nó được phát hiện ngày 4 tháng 3 năm 1935 bởi Yrjö Väisälä.